# 元禄産業
元禄産業株式会社（げんろくさんぎょう）は、回転寿司店「元祖廻る元禄寿司」を経営する大阪府東大阪市の企業。

## 概要
1958年に、大阪府布施市（現・東大阪市）の近鉄布施駅北口に、世界で初めての回転寿司店「元祖廻る元禄寿司」を創業。
かつては全国にフランチャイズ店舗を展開していたが、フランチャイズ店はその後、契約満了などにより「元禄寿司」から平禄寿司、元気寿司など他の商号・商標に変更している。2021年6月現在、直営店10店舗（大阪府9店舗、兵庫県1店舗）のみを展開している。
元々は現代表取締役・白石博史の父にあたる創業者の元会長白石義明が天ぷらを主体とした割烹料理店「元禄」を営んでいたが、ツケが多いためあまり儲からず寿司屋に転換。商売は順調だったが寿司職人が定着しなかったため、少人数で対応できる方法を考えていた。吹田市にあるビール工場の見学の際に見たベルトコンベアをヒントとして、1957年に世界初の回転寿司用コンベア「コンベア旋回式食事台」を発明して完成、翌1958年に世界初の回転寿司店として「元祖廻る元禄寿司」1号店を開店した。
これが現在の回転寿司の「元祖」であり、1978年に「コンベア旋回式食事台」の特許が切れてから、多数の回転寿司店が開店して全国に普及していく。さらに回転寿司は日本食ブームとともに日本文化のひとつとして世界中に普及していくことになる。

## 沿革
- 昭和20年代 - 白石義明が割烹料理店「元禄」を営む。のちに寿司屋に転換[3]。
- 1947年（昭和22年）9月 - 創業。
- 1948年（昭和23年） - ビール工場へ見学に行ったことをきっかけに、回転寿司のコンベア開発を開始[3]。
- 1957年（昭和32年） - 世界で初めての回転寿司用コンベア「コンベア旋回式食事台」が完成[3]。
- 1958年（昭和33年） - 大阪府布施市（現・東大阪市）に「元祖廻る元禄寿司」1号店を開店[2][3]。
- 1962年（昭和37年） 
  - 4月 - 元禄産業株式会社を設立。
  - 「コンベア旋回式食事台」の特許を取得[7]。
- 1968年（昭和43年） - 宮城県仙台市に「元禄寿司」のフランチャイズ（現・平禄寿司）1号店をオープン[7]。東日本初出店。
- 1970年（昭和45年） - 日本万国博覧会に参加出展、食事優秀店に表彰される[7]。
- 1973年（昭和48年） - 自動給茶装置が開発される[7]。
- 1978年（昭和53年） - 「コンベア旋回式食事台」の特許が切れ、全国に多数の回転寿司店が開店しはじめる[4]。
- 1995年（平成7年）5月 - 元禄物産株式会社を設立[1]。